# Ambrosius Ehinger
 (octobre 2018).
Si vous disposez d'ouvrages ou d'articles de référence ou si vous connaissez des sites web de qualité traitant du thème abordé ici, merci de compléter l'article en donnant les références utiles à sa vérifiabilité et en les liant à la section « Notes et références ».
Ambrosius Ehinger (en espagnol Ambrosio Alfinger ou Ambrosio Ehinger) (1500?-1533), fut un explorateur et conquistador allemand de territoires correspondant aux actuels Colombie et Venezuela, qu'on appelait alors Klein-Venedig, soit petite Venise en allemand

## Biographie
Il naît en 1500 à Ulm. La famille Ehinger s'associe en 1517 avec les Welser, ce qui amène Ambrosius à être très tôt lié avec l'Espagne. Le roi d'Espagne, Charles Ier (Charles Quint), accorde le droit d'explorer la côte nord du Venezuela à la famille Welser (à laquelle il devait beaucoup d'argent). Le frère d'Ambrosius, Henri, signe en 1528 un accord avec le même roi pour peupler certaines régions d'Amérique du Sud.  
Ambrosius, qui était depuis 1526 à Saint-Domingue pour représenter les intérêts commerciaux des Welser, est nommé gouverneur et capitaine général de la nouvelle province du Venezuela, où il arrive en mars 1529. Il s'installe à Santa Ana de Coro, seule possession européenne sur 2000 km de côtes vénézuélienne, et où il n'y avait pas une population indigène importante. La faible main d'œuvre dont il dispose le fait douter sur l'entreprise d'une exploration approfondie, mais les rumeurs sur l'existence de l'Eldorado le poussent finalement à explorer le continent, accompagné de 200 Allemands et Espagnols et de 1000 esclaves. La même année, il découvre le lac Maracaibo et fonde la ville du même nom.
En 1530, il est le premier conquistador à parvenir aux territoires qui forment actuellement les départements de Cesar et de Norte de Santander en Colombie. Il envahit la vallée de Upar, où il rencontre une grande résistance indigène et parvient jusqu'à la savane de Los Caracoles, emplacement de l'actuelle Bucaramanga en 1532. La traversée jusqu'au Río Magdalena est difficile. Cependant Ehinger réunit un butin d'une certaine valeur, ce qui, allié à l'hostilité des indigènes, le conduit à rebrousser chemin vers Coro pour sauver ses possessions. Mais, la gorge traversée par la flèche d'un amérindien chitarero, il meurt à Chinacota en 1533.